# Лайре (муніципалітет)
Лайре (дан. Lejre) — комуна у регіоні Зеландія королівства Данія. Адміністративний центр комуни — місто Гвалсе.

## Географія
Площа — 238.9 км². 

## Населення
У 2012 році населення муніципалітету становило 26 887 осіб.